# 捨子古丹島

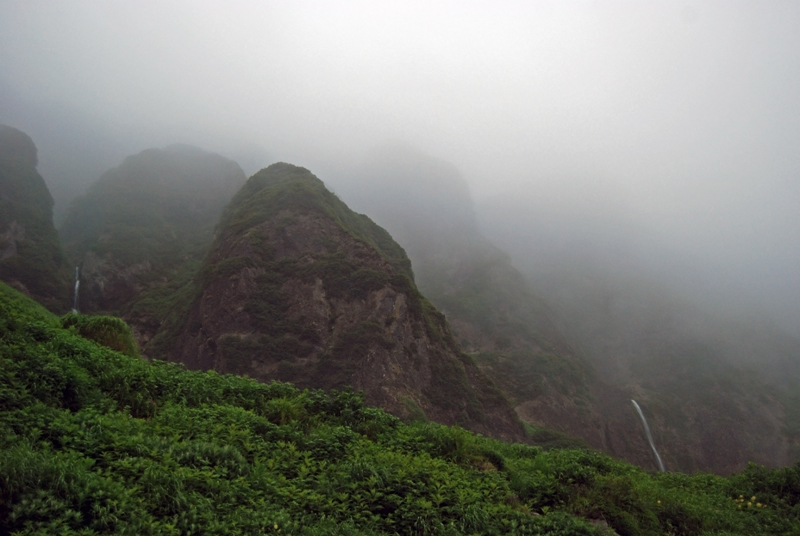
捨子古丹島の山と滝

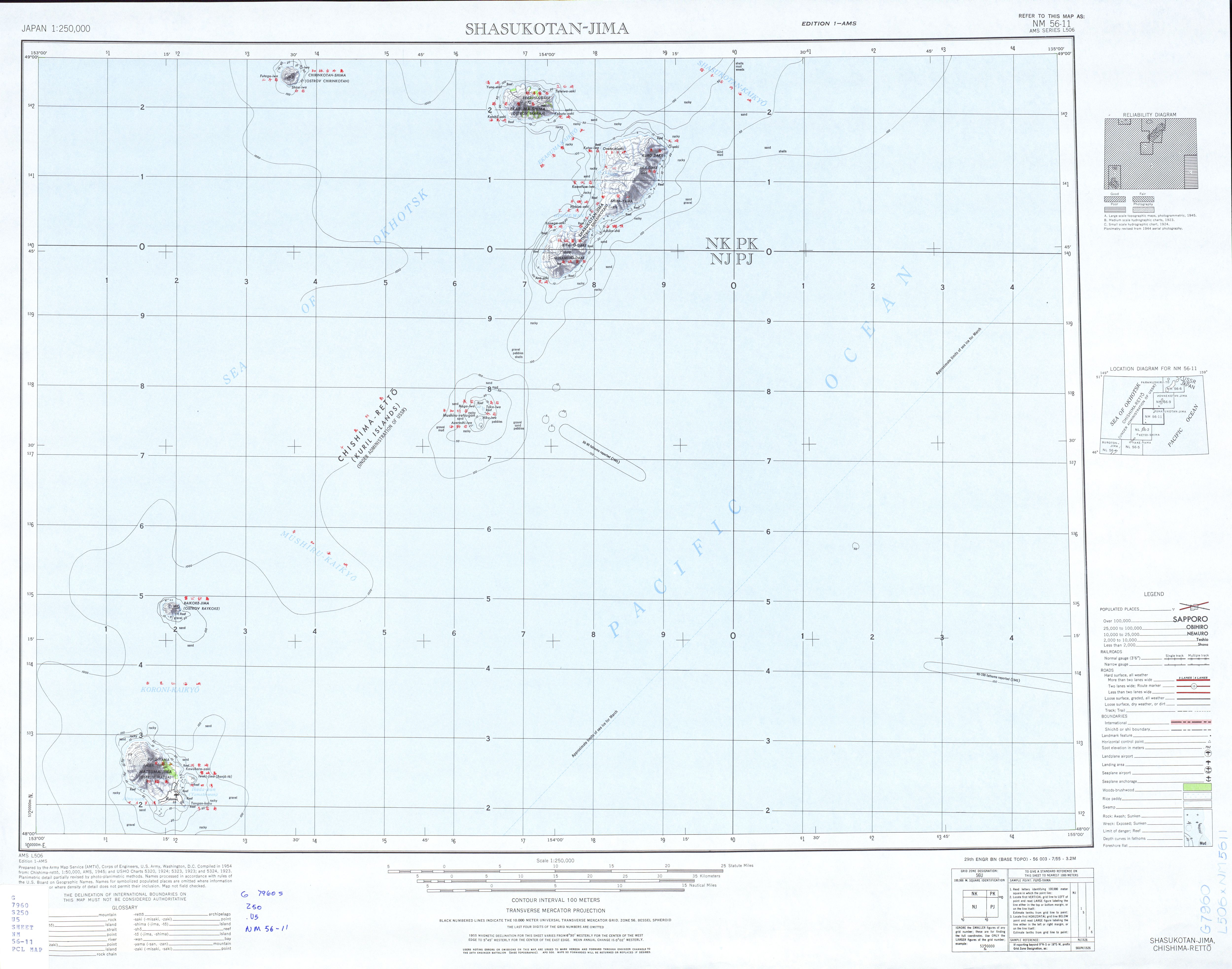
昭和29年の知林古丹島・越渇磨島・捨子古丹島・雷公計島・松輪島

捨子古丹島（しゃすこたんとう）は、千島列島の中部に位置する火山島である。ロシア名はシアシュコタン島 (о. Шиашкотан)。英語表記はShiashkotan。元禄御国絵図では「しいあしこたん」と表記。
地名の由来はアイヌ語であり、山田秀三は「語義不明」としながらも「シャク・コタン（夏の・村）」や「シャシ・コタン（昆布・村）」との仮説を唱えている。

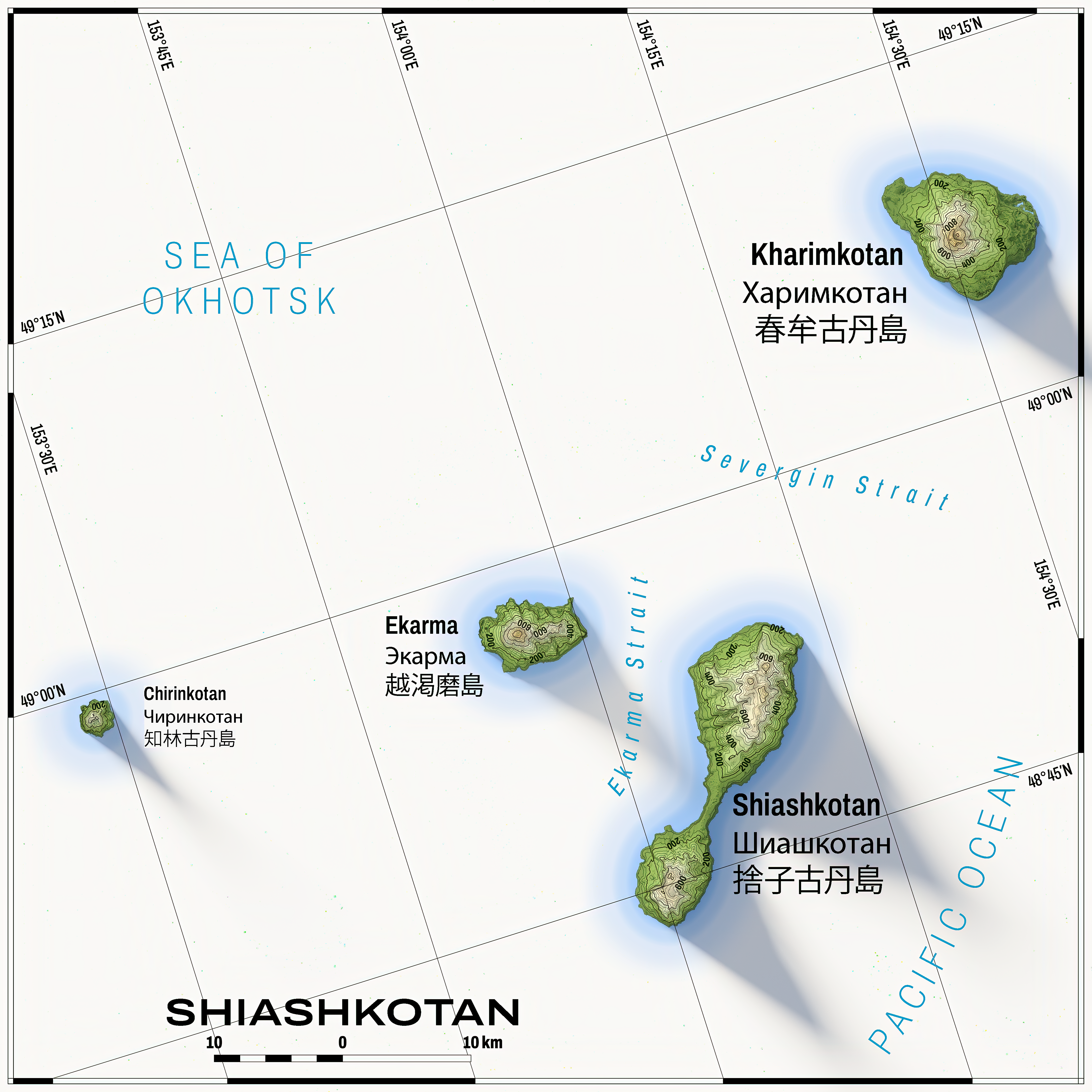
師走コタンの地図

## 地理
北東から南西に向けて長さ約25キロメートル、最大幅9キロメートル、最小幅900メートルの、瓢箪のような形を形成している。捨子古丹海峡（ロシア名：セヴェルギン海峡 пр.Севергина）を挟んだ北東方約30キロメートルに春牟古丹島が、南西方約80キロメートルには、間に牟知列岩（むしるれつがん、ロシア名：ロヴシュキ列岩 Скалы Ловушки、ロシア語で「罠」の意）を挟んで雷公計島がそれぞれ隣接し、また越渇磨海峡（ロシア名：エカルマ海峡 пр.Экарма）を挟む北西方、約8キロメートルには越渇磨島がある。
島の中央部の鞍部にあたる西側には乙女湾と呼ばれる、砂浜からなる湾があり、それ以外は概ね断崖となっている。主な火山を北から並べると以下の通り。
- 黒岳（くろだけ、海抜934メートル、ロシア名：シナルカ山 влк.Синарка）
- 赤岳（あかだけ、海抜898メートル、ロシア名：アカ山 влк.Ака）
（ここで、島の中央部にある同30mほどの鞍部を挟む。）
- 北硫黄岳（きたいおうだけ、海抜828メートル[6]、ロシア名：キタイオー山 влк.Китаио）
- 南硫黄岳（みなみいおうだけ、海抜818メートル、ロシア名：ミナミイオー山 влк.Минамиио）

いずれも時折噴気・噴煙の見られる火山である。
なお、英語表記では前者を2つ合わせてSinarka、後者を2つ合わせてKuntomintarとされている。
噴火の歴史では、前者は1725年から25年前後、1846年、1855年、1872年に噴火しており、後者は不明である。

## 歴史
古来より、本島の高さ200メートル程の崖の上には千島アイヌが居住していた。現在はその痕跡が残っている。また、ラッコが多く生息し、幌筵島や占守島に住んでいたアイヌが来島して、これを捕らえていたという。
- 1700年（元禄13年）、元禄国絵図のため松前藩が幕府に呈上した松前島郷帳に、「しいあしこたん」の名が見られる。
- 1855年（安政元年）、日露通好条約によりロシア領となる。
- 1872年、本島の火山が噴火し、出猟中の千島アイヌ13名が死亡した。
- 1875年の噴火では、千島アイヌの集落が全滅した[7]。
- 1875年（明治8年）、樺太・千島交換条約により日本領になる。『根室県史草稿』によると、ロシアからの引継時の住民は23名とされる。
- 1884年（明治17年）、千島アイヌを色丹島に移住させ、無人島になる。
- 1893年、千島報效義会の会員9名が越年を試みるが、翌年、彼らの収容のために立ち寄った艦船の乗組員によって、越年小屋から4名の遺体が発見された。残されていた日記によると、9名のうち5名が越渇磨島に出猟したまま消息を絶ち、残る4名は重い水腫病に罹り動けなくなった模様。発見者によれば、住居の密閉構造から起きた一酸化炭素中毒のために死亡した模様であるという[8]。
- 2018年、島の西側の入り江で絶滅危惧種のシジュウカラガンが目撃され、島内で繁殖している可能性が示された[9]。

日本の行政区分において、捨子古丹島は北海道根室支庁（現在の根室振興局）管内の占守郡に属していた。
サンフランシスコ平和条約以後、日本政府は国際法的には帰属未定地と主張しているが、現在はロシア連邦が実効支配している。